# Чанчун
Чанчун (на китайски: 长春) е най-големият град и административен център на провинция Дзилин в Североизточен Китай. Чанчун е с население от 3 225 557 жители (2000 г.) и площ от 3616 км². Градът е голям търговски център и има повече от 1700-годишна история. Градът е изгорен до основи от монголите и още веднъж от Япония през 1939 г. Разположен е на 670 м надморска височина. Пощенският му код е 130000, а телефонният 431. Административният район има население от 7 674 439 жители.

## Сътрудничество
- Владивосток, Русия